# Раса и преступность в Соединённых Штатах Америки
В Соединённых Штатах Америки отношение между расой и преступностью было темой общественных споров и обсуждения в академических кругах более века. Уровень преступности различается в зависимости от расовой группы. В Соединённых Штатах в большинстве убийств преступник и жертва принадлежат к одной расе. Хотя исследования указывают на то, что доля чрезмерной представленности некоторых расовых меньшинств в системе уголовного правосудия объясняется социально-экономическими факторами, а также дискриминацией по расовому и этническому признаку со стороны полиции и судебной системы, даже после поправки на это определённые меньшинства значительно выше представлены как нарушители практически во всех видах преступлений.

## Статистика преступности

### Убийствa
Согласно данным Министерства Юстиции США, афроамериканцы составляют 52,5 % от всех обвиненных в убийстве с 1980 по 2008 г., с долей белых в 45,3 % и других в 2,2 %. Число афроамериканцев среди преступников превышает число белых в 8 раз, а среди пострадавших — в шесть раз. Большинство убийств не межрасовые — 84 % белых жертв были убиты белыми, и 93 % афроамериканцев были убиты афроамериканцами.
В 2017 году афроамериканцы составляли 53,1 % от всех арестов в связи с убийствами, белые — 44,2 %, коренные американцы — 2,4 % и азиаты — 1,2 %. Из них 18,1 % были латиноамериканцами.
Черные жертвы и арестованные задействованы в большинстве убийств с использованием огнестрельного оружия в США, в то время как белые жертвы и арестованные — в убийствах без использования огнестрельного оружия. В 2007—2016 среди жертв огнестрельного оружия 57 % были черными, 40,6 % белыми (включая латиноамериканцев), 1,35 % азиатами, 0,98 % неизвестной расы и 0,48 % коренными американцами.
Убийства без огнестрельного оружия составляли около 30 % всех убийств на тот период. Среди жертв в те же годы 61,5 % были белыми (включая латиноамериканцев), 32,9 % черными, 2,29 % азиатами, 1,89 % неизвестной расы и 1,43 % коренными американцами.

### Нападения
Центры по контролю и профилактике заболеваний США хранят данные о посещениях отделения неотложной травмы, не связанных со смертельным исходом, и расе жертв. В то время как жертвы-неиспаноязычные белые составляют примерно половину всех несмертельных телесных повреждений, большинство из которых не связаны с каким-либо оружием, чернокожие и латиноамериканцы составляют подавляющее большинство несмертельных ранений из огнестрельного оружия. В течение 10-летнего периода с 2007 по 2016 год в Соединенных Штатах произошло 17,3 млн неотложных посещений или госпитализаций в связи с несмертельными нападениями. Для несмертельных нападений с зарегистрированной расой 6,5 миллиона жертв были белыми неиспаноязычными, 4,3 миллиона чернокожих, 2,3 миллиона испаноязычных и 0,4 миллиона других (неиспаноязычных), а для 3,8 миллионов раса не были зарегистрирована.
В течение 10-летнего периода с 2007 по 2016 год в США было совершено 603 000 посещений отделения неотложной помощи в связи с нападениями с применением несмертельного оружия. Для несмертельных нападений с применением огнестрельного оружия с зарегистрированной расой 77 000 жертв были белыми неиспаноязычными, 261 000 были чернокожими и 94 000 были испаноязычными, 8500 были другими неиспаноязычными, и для 162 000 расы не были зарегистрированы. Несмотря на то, что в 2007—2016 гг. только около 3,5 % серьёзных травм было получено из-за нападений, нанесенных огнестрельным оружием, на их долю пришлось почти 70 % всех убийств.
В то время как афроамериканцы сильно перепредставлены в убийствах и нападениях с применением огнестрельного оружия, различия в арестах невелики для наиболее распространенных нападений без отягчающих обстоятельств (не связанных с каким-либо оружием или серьёзной травмой). Латиноамериканцы и неиспаноязычные белые арестованы за нападение без отягчающих обстоятельств в соотношении с их долей населения США. Из 9 468 арестов в США в 2017 году 53,5 % были чернокожими и 20,8 % выходцами из Латинской Америки, из 822 671 ареста за нападение без отягчающих обстоятельств 31,4 % были чернокожими и 18,4 % выходцами из Латинской Америки.

### Ограбления
Согласно Национальному обследованию, ограбления с чернокожими преступниками и белыми жертвами, совершались в 12 раз чаще, чем наоборот.

### Преступность среди молодежи
Исследование молодёжных преступных группировок («National Youth Gang Survey Analysis», 1996—2011) показывает, что в числе участников группировок 46 % являются латиноамериканцами, 35 % черными, 11,5 % белыми, и 7 % принадлежат к другой расе или этносу.
Согласно ФБР, в 2008 году чернокожие, составляющие 16 % от молодежи в стране, отвечали за 52 % арестов несовершеннолетних лиц за насильственные преступления, включая 58,5 % арестов молодежи за убийство и 67 % за ограбление. Черные молодые люди были перепредставлены во всех категориях нарушений, за исключением вождения в нетрезвом виде, нарушения законов, регулирующих употребление алкоголя, и опьянения. В других возрастных группах расовое неравенство в арестах всегда было значительно меньше.

### Опросы жертв
В 1978 году Майкл Хинделанг сравнил данные Национального обследования по виктимизации преступности (тогда называвшегося Национальным обзором преступности, или NCS) с данными из Общих отчетов о преступности (UCR), полученных в 1974 году. Он обнаружил, что данные NCS в целом согласуются с данными UCR в отношении процента чернокожих виновных в изнасиловании, грабежах и нападениях. По их данным, 62 % преступников, совершивших ограбления в США в 1974 году, были чернокожими. В отчете Национального исследования виктимизации за 2004 год, в котором анализировались угоны автомобилей в течение 10 лет, было установлено, что жертвы угонов автомобилей определили 56 % преступников как черных, 21 % как белых и 16 % как коренных американцев или азиатов.

### Латиноамериканцы
Согласно отчету 2009 года Pew Hispanic Center, в 2007 году на латиноамериканцев «приходилось 40 % всех осужденных федеральных правонарушителей — более чем в три раза больше их доли от общего взрослого населения США (13 %)». В 1991 году их было только 24 %. В период с 1991 по 2007 год соблюдение федеральных иммиграционных законов стало растущим приоритетом в ответ на нелегальную иммиграцию. К 2007 году среди латиноамериканских преступников, осужденных в федеральных судах, 48 % составляли иммиграционные преступления, 37 % — преступления, связанные с наркотиками, и 15 % — другие преступления. Одной из причин значительного увеличения числа иммиграционных правонарушений является то, что они попадают исключительно под федеральную юрисдикцию.

### Расовые преступления на почве ненависти
Федеральное правительство ежегодно публикует список статистики преступлений на почве ненависти. Согласно базе данных Федерального бюро расследований о единообразных преступлениях, в 2010 году 58,6 % зарегистрированных преступников на почве ненависти были белыми, 18,4 % преступников были чернокожими, 8,9 % были лицами нескольких рас и 1 % преступников были коренными американцами (выходцы из Латинской Америки были отдельно не разграничены). Отчет также показывает, что 48 % всех преступников на почве ненависти были мотивированы расой жертвы, в то время как 18 % были основаны на религии жертвы, и ещё 18 % были основаны на сексуальной ориентации жертвы. Среди преступлений на почве ненависти, мотивированных расой, 70 % были составлены из предубеждений против черных, в то время как 17,7 % были из предубеждений против белых, а 5 % из них были настроены против азиатских или тихоокеанских островов.

### Расовый состав географических районов
Исследования показали, что этнически/расово неоднородные районы, особенно в крупных городах, имеют более высокий уровень преступности, чем более однородные районы. Большинство исследований показывают, что чем более неоднороден район, тем выше уровень преступности.
Исследования, изучающие взаимосвязь между процентным соотношением различных рас в регионе и уровнем преступности, как правило, либо находят аналогичные отношения, как для общенациональных уровней преступности, либо не имеют существенных взаимосвязей. Чаще всего изучаются корреляции между чернокожим и испаноговорящим населением в данном районе и преступностью. Согласно исследованию, опубликованному в Американском журнале социологии, существует положительная корреляция между процентом чернокожих мужчин по соседству и восприятием уровня преступности по соседству, даже после контроля других коррелирующих факторов и характеристик соседства. Исследование было проведено среди восприятия жителей окрестностей в Чикаго, Сиэтле и Балтиморе по сравнению с данными переписи населения и статистикой преступности департамента полиции. Респонденты опроса постоянно оценивали афроамериканцев как более склонных к насилию, чем данные и статистические данные, которые приводят к выводу, что стереотип чернокожих как более вероятных преступников глубоко укоренен в коллективном сознании и общественных нормах американцев. Такие данные могут выявить возможную связь, но функционально неубедительны из-за множества других коррелирующих факторов, которые пересекаются с расой и этнической принадлежностью.

### Раса и социально-экономический статус
Несмотря на наличие корреляции между чернокожими и латиноамериканцами и преступностью, данные подразумевают гораздо более сильную связь между бедностью и преступностью, чем преступностью и любой расовой группой, если учитывать гендерный фактор. Прямая связь между преступностью и классом, если учитывать только расу, является относительно слабой. Когда учитываются пол и семейная история, класс коррелирует с преступностью сильнее, чем раса или этническая принадлежность.
Исследования показывают, что районы с низким социально-экономическим статусом могут иметь наибольшую корреляцию преступности с молодыми и взрослыми мужчинами, независимо от расового состава, хотя его влияние на женщин незначительно. Исследование 1996 года, в котором рассматривались данные из Колумбуса, штат Огайо, показало, что различия в неблагоприятных условиях в городских кварталах объясняют подавляющее большинство различий в уровне преступности между чернокожими и белыми, и два исследования 2003 года, посвященных насильственным преступлениям среди несовершеннолетних, пришли к аналогичным выводам.

## Социально-экономические проявления расового неравенства

### Теория расового образования
В четвёртой главе своей книги 2014 года «Расовое образование в Соединенных Штатах» Майкл Оми и Говард Уинант описывают свою собственную теорию расового образования и опираются на существующие теории расы как этнической, классовой и национальной принадлежности. Оми и Уинант рассматривают расу как способ «составления народов», а также как процесс развития «инаковости». Классификация других людей как иных также определяет классифицирующего. Этот процесс классификации необходим для того, чтобы «ориентироваться в мире — быстро определять друга или врага, позиционировать себя в существующей социальной иерархии, и обеспечивать правила, регулирующие наши взаимодействия с группами и отдельными людьми». Тем не менее, никакой способ классификации не постоянен; потребности и ценности общества изменяются. Раса — динамичное понятие, потому что «а) это способствует систематическому неравенству в обществе, б) люди на „верхушке“ иерархии, основанной на расе, двигают свою категорию „вниз“, в) люди в „нижних“ категориях продвигаются „вверх“ как способ сопротивления, и поэтому г) состояние расовых категорий в каждый конкретный момент — это временное последствие конфликта их „элитной“ и „уличной“ вариаций» (цитата). Оми и Уинант описывают расу как «категорию господ», и утверждают, что в научных кругах раса часто рассматривается как социальный конструкт. В своей работе они говорят, что раса — понятие, которое сформировало и продолжает формировать историю, политику, экономическую систему и культуру Соединённых Штатов. Они также обращают внимание на ценности интерсекционального подхода, утверждая, что социальная стратификация не может быть полностью изучена без понимания других факторов (таких как класс, гендер и сексуальная ориентация).

### Дискриминация со стороны правоохранительных органов и судебной системы
Исследования показывают, что полицейские практики, такие как расовое профилирование, чрезмерная полицейская деятельность в районах, населенных меньшинствами, и групповая предвзятость могут привести к непропорционально высокому числу расовых меньшинств среди подозреваемых в совершении преступлений.
Исследование, опубликованное в Американском журнале общественного здравоохранения в 2018 году, показало, что чернокожие и латиноамериканцы гораздо чаще убиваются полицией, чем белые. Однако, если учитывать уровень преступности в чернокожих, испаноговорящих и белых общинах, предвзятости обнаружено не было.
Исследование 2016 года, сфокусированное на насилии со стороны полиции, определило количество лет жизни, потерянных из-за насилия со стороны полиции по признаку расы в США с 2015 по 2016 год. Это исследование показало несоразмерные годы, потерянные для меньшинств. Меньшинства составляли 38,5 % населения, но составили 51,5 % потерянных лет жизни.
В психологическом отчете 2002 года было установлено, что этническая принадлежность влияет на решение человека стрелять или не стрелять. Исследования, состоящие из 40-50 студентов бакалавриата из Университета Колорадо в Боулдере, неизменно показали, что в неоднозначных ситуациях чернокожие были гораздо более подвержены стрельбе, чем белые.
Исследование, проведенное в 2016 году, проверило, соответствовал ли расовый аспект силы со стороны правоохранительных органов «теории скрытого предубеждения». В ходе изучения судебных материалов Техаса выяснилось, что «теория скрытого предубеждения» оправдывалась для трети всех исследованных уровней, предполагающих неявное предубеждение в отношении использования тазеров против черных. Это исследование не показало аналогичных результатов при изучении применения силы с пустыми руками или перцовым баллончиком. С другой стороны, статья Роланда Г. Фрайера-младшего 2016 года не нашла расовой предвзятости в использовании экстремальной силы, такой как стрельба из тазера или смертоносного оружия, при сравнении аналогичных ситуаций, но обнаружила, что подозреваемые чернокожие и латиноамериканцы значительно чаще испытывали менее экстремальные несмертельные проявления силы. В отчете Министерства юстиции сделан вывод о том, что полицейские в Балтиморе, штат Мэриленд, систематически останавливают, обыскивают и преследуют чернокожих жителей, в то время как в другом докладе Министерства юстиции по Фергюсону, штат Миссури, афроамериканцы непропорционально страдают «почти во всех аспектах правоохранительной системы Фергюсона». В докладе за январь 2017 года было установлено, что полицейское управление Чикаго «неконституционно применяло чрезмерную силу», а созданная мэром независимая оперативная группа заявила, что полиция «не заботится о святости жизни, когда речь идет о цветных людях».
Чернокожая молодежь чаще всего подвергалась дискриминации со стороны правоохранительных органов в белых кварталах, особенно в районах, где в последнее время наблюдается рост чернокожего населения (по результатам исследования 2009 года).
Межгрупповая предвзятость также наблюдалась в случае штрафов за нарушение ПДД. В отчете за 2018 год установлено, что белые полицейские в подобной ситуации чаще ссылаются на чернокожего, чем на белого человека. Это исследование также показало, что черные полицейские чаще ссылаются на белого человека, чем чёрного человека в аналогичной ситуации.
Исследования также показывают, что существует дискриминация со стороны судебной системы, что способствует увеличению числа осуждений и более суровым приговорам для расовых меньшинств.
Присяжные, состоящие из полностью белых жюри, осуждают черных обвиняемых значительно (на 16 процентных пунктов) чаще, чем белых обвиняемых, но этот разрыв полностью устраняется, когда в состав жюри входит по крайней мере один чернокожий присяжный". Также была обнаружена внутригрупповая предвзятость — черные (белые) несовершеннолетние, случайным образом назначенные чёрным (белым) судьям, с большей вероятностью могут быть заключены в тюрьму и на более долгий срок.

### Подверженность насилию в детстве
Исследования показывают, что подверженность насилию в детстве значительно увеличивает вероятность проявления насилия. Когда исследуется этот фактор, черные и белые мужчины в равной степени склонны к насильственному поведению. В семьях белых и чернокожих не наблюдается существенных различий в жестоком обращении с детьми, за исключением диапазона доходов в 6000-11999 долларов США (что в Соединенных Штатах Америки находится ниже порога бедности). Исследование в Австралии показало прямую связь жестокого обращения с детьми и бедностью в их дальнейшей жизни, и эта закономерность справедлива для Соединённых Штатов.
В статье, написанной Анной Айзер, анализируются проблемы, с которыми сталкиваются дети, подвергающиеся частому насилию в районе. В опросе 2248 учащихся 6, 8 и 10 классов государственных школ выяснилось, что 40 % молодежи подвергались стрельбе или нанесению ножевых ранений в прошедшем году. Дети, подвергшиеся высокому уровню насилия, чаще всего были чернокожими и / или латиноамериканцами. При наблюдении за различиями в результатах у детей, они обнаружили, что подверженность насилию связана с готовностью использовать физическую агрессию, сниженным восприятием риска, снижением ожиданий в будущем, употреблением психоактивных веществ и низкими академическими достижениями. Исследование семей и районов Лос-Анджелеса (LA FANS) изучило репрезентативную выборку всех районов Лос-Анджелеса и оценило условия и обстоятельства, в которых жила каждая семья. Семьи выбирались случайным образом в каждом районе, и проводились интервью со взрослыми, лицами, обеспечивающими уход, и детьми. 21 % детей сообщили о наличии сверстников, которые являлись частью банд, 11 % сообщили об ограблении, 8 % сообщили о том, что стали свидетелями стрельбы в течение прошлого года.

### Неспособность внести залог
Согласно исследованию, проведенному в 2017 году в «Журнале права и экономики», «более высокие показатели содержания под стражей до суда среди обвиняемых из числа меньшинств объясняют разрыв в показателях заключения в тюрьму (40 % между черными и белыми, 28 % между латиноамериканцами и белыми)». Большинство лиц, находящихся в предварительном заключении, содержатся под стражей, поскольку они не могут позволить себе внести залог. Они сталкиваются с более высокими стимулами признания вины (даже если они невиновны) по ряду причин, что приводит к более частому осуждению этих лиц.

### Социально-экономические факторы
Многочисленные исследования доказывают роль структурных факторов в высоких показателях преступности среди чернокожих. Такой высокий уровень в основном связан с безработицей, экономическими лишениями и дезорганизацией семьи. Роберт Дж. Сэмпсон и Филлипс сообщили, что, по крайней мере, половина разницы в убийствах чёрного и белого населения обусловлена структурными факторами района, такими как семейное положение родителей и социальный контекст. Другие исследования обнаружили связь между уровнем преступности среди чернокожих и такими факторами, как семьи с одним родителем и структурное неравенство.
Кроме того, «Хаган и Петерсон (1995) далее предлагают, что сегрегация расовых меньшинств в районах концентрированной бедности способствовала ухудшению возможностей в сфере образования и занятости, что, в свою очередь, повышает вероятность преступности и правонарушений».